# Callogobius snelliusi
Callogobius snelliusi és una espècie de peix de la família dels gòbids i de l'ordre dels perciformes.

## Morfologia
Els mascles poden assolir els 3,3 cm de longitud total.

## Distribució geogràfica
Es troba al Japó, Indonèsia i la costa oriental del nord d'Austràlia.